# Defensas costeras de la bahía de Algeciras

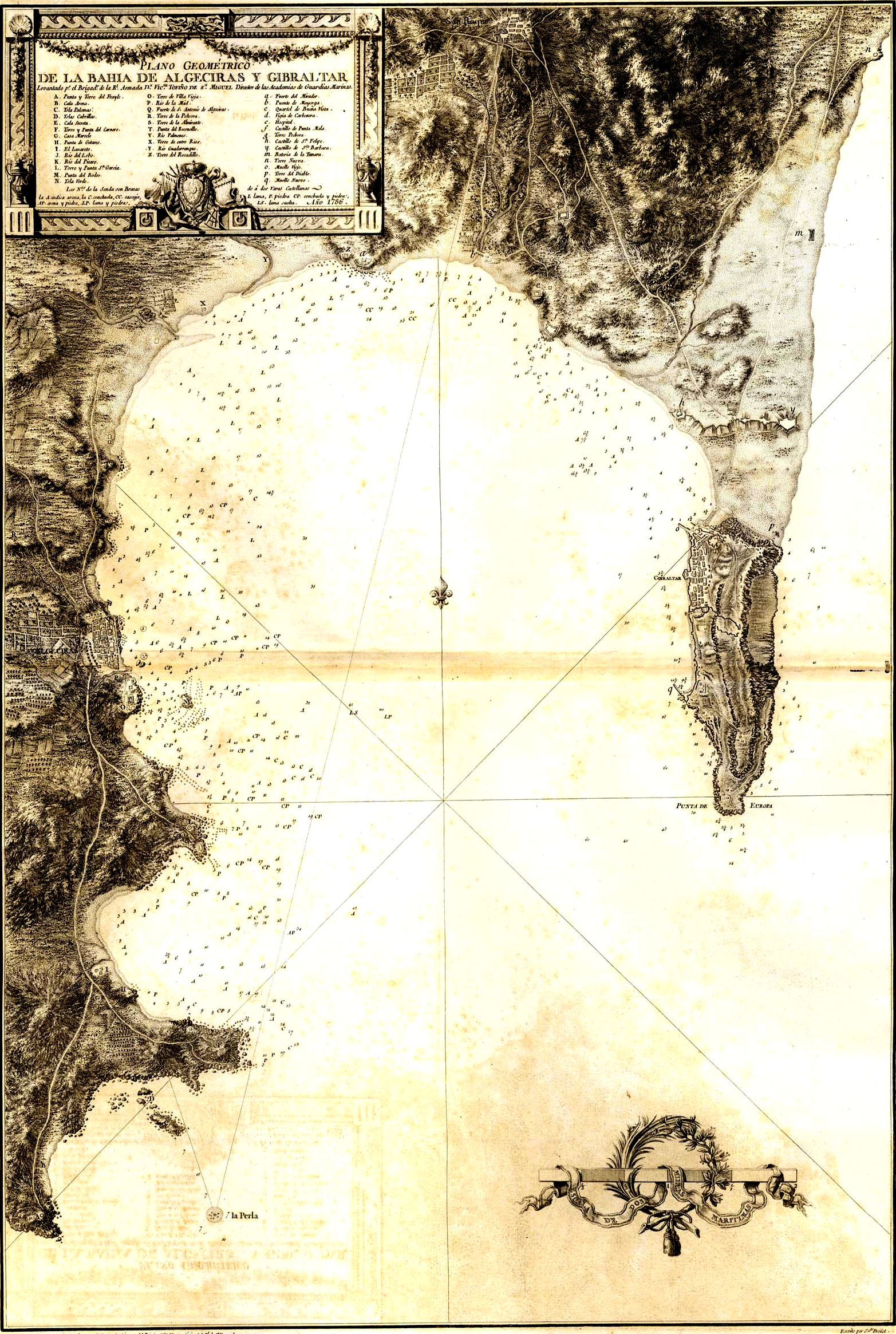
Bahía de Algeciras durante el, en la leyenda pueden localizarse varios de los fuertes del texto

El sistema de defensas costeras de la bahía de Algeciras fue creado en la década de 1730 con motivo de la presencia británica en el peñón de Gibraltar desde su conquista en 1704 y el temor de las autoridades españolas de que la colonia se extendiera más allá del istmo de Gibraltar, principalmente hacia Sierra Carbonera.
El sistema fortificado diseñado por Jorge Próspero de Verboom se centraba en dos zonas especialmente vulnerables, por un lado en el istmo donde se construyeron las principales y más sólidas defensas de la zona en la llamada Línea de Contravalación de Gibraltar, origen de la población de La Línea de la Concepción; la segunda zona especialmente fortificada fue el litoral de la ciudad de Algeciras, única ciudad portuaria de la bahía y zona de partida y aprovisionamiento de los buques de guerra españoles; la fortificación de Algeciras no llegó a ser completa pues según los diseños originales del marqués de Verboom debía construirse alrededor de la ciudad una muralla abaluartada que siguiera la línea de la antigua muralla medieval, los planes del arquitecto jamás llegaron a llevarse a cabo probablemente por el alto coste de la obra.
El área de fortificación del Campo de Gibraltar abarcaba desde el castillo de Fuengirola al este hasta la ciudad de Conil de la Frontera en el oeste; de todo el sistema las áreas más occidentales y orientales apenas contaban con fuertes artillados y los existentes eran anteriores al proyecto, pero poseían un sistema de torres vigía y cuerpos de guardia provisionales que permitían detectar la llegada y los movimientos de buques enemigos y el pronto aviso al área principal artillada, la bahía de Algeciras donde las construcciones eran de diferente naturaleza.

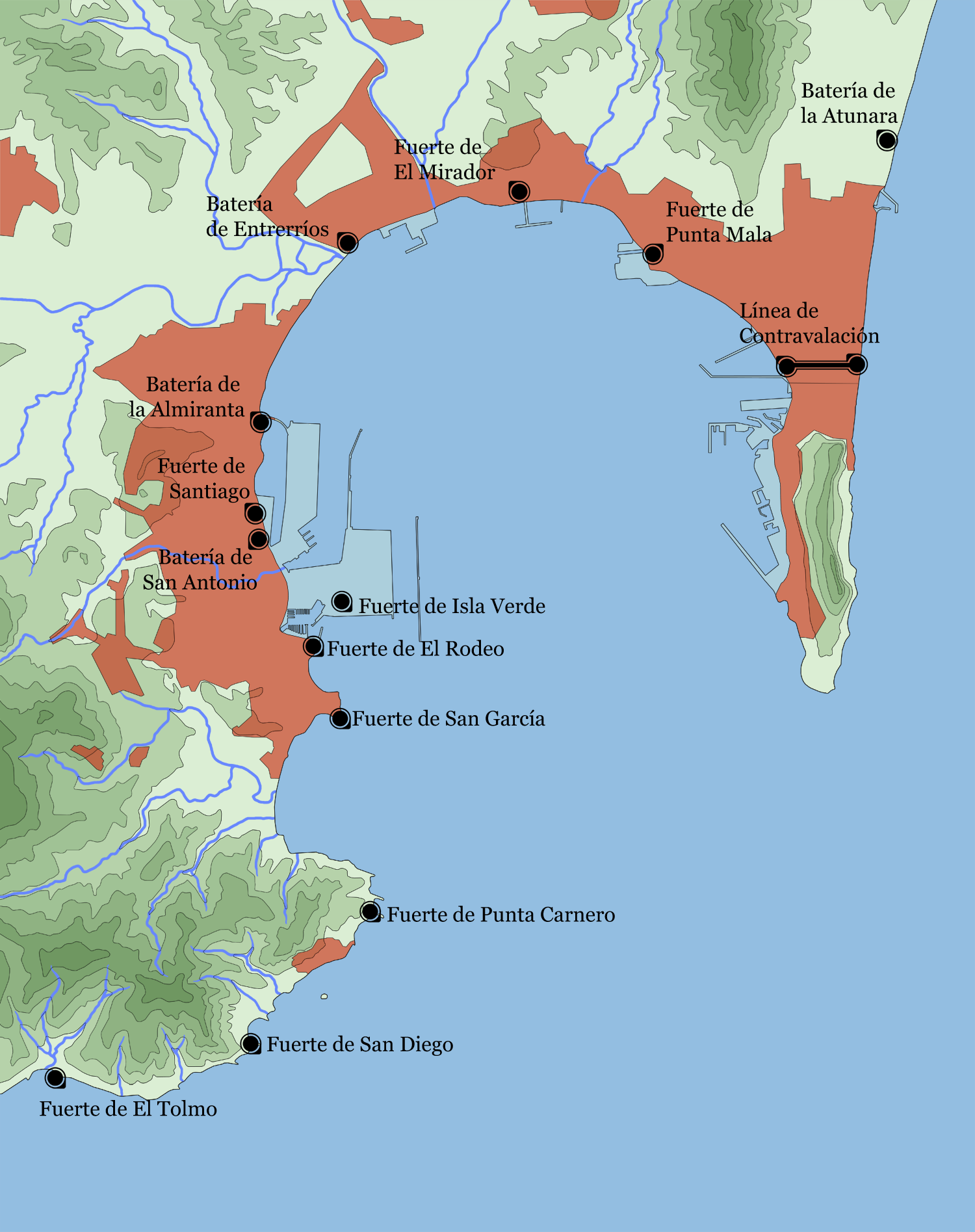
Fuertes y torres de la bahía de Algeciras

De este modo desde la batería de la Atunara en la Línea hasta el fuerte de El Tolmo en Algeciras se distribuían varios tipos de fortificaciones de diferente naturaleza. Las zonas más importantes estaban defendidas por fuertes abaluartados de gran solidez como los fuertes de Santa Bárbara y San Felipe en la Línea de Gibraltar o los fuertes de Punta Mala, el Mirador, Isla Verde o San García; según el caso la dotación artillada de estas instalaciones podía variar entre 26 y 4 piezas de grueso calibre. También existían fuertes no abaluartados artillados como el fuerte de Santiago y pequeñas baterías con pocos cañones y sin apenas más protección que un pequeño parapeto como en el caso de la batería de San Antonio.
El caso de las fortificaciones de la Línea de Contravalación era especial pues los dos fuertes allí construidos, Santa Bárbara y San Felipe se encontraban unidos por un amplio tramo de muralla abaluartada y artillada que impedía totalmente el paso desde el peñón a la península.
El segundo tipo de construcción en la bahía de Algeciras eran las torres vigía similares a las del resto del área y los llamados cuerpos de guardia. Estos pequeños puestos de vigilancia con entre 6 y 8 hombres eran la mayoría de las veces provisionales y sólo se desplegaban en caso de peligro, podían cubrir un cierto área y montar en caso de ser necesario una batería provisional formada por parapetos de fortuna construidos con materiales transportables de rápida movilización y varios cañones, tal era el caso de las baterías montadas en la desembocadura del Río Palmones, en Puente Mayorga o en Torrealmirante. 
La disposición de los fuertes, baterías fijas y provisionales permitía que ante un eventual ataque al menos dos puestos artillados pudieran cruzar sus fuegos con los del agresor. La batería de la Tunara y el fuerte de San Diego eran los puntos más débiles del sistema pues no podían cruzar fuego con otra posición si eran atacados desde el norte y desde el sur respectivamente.

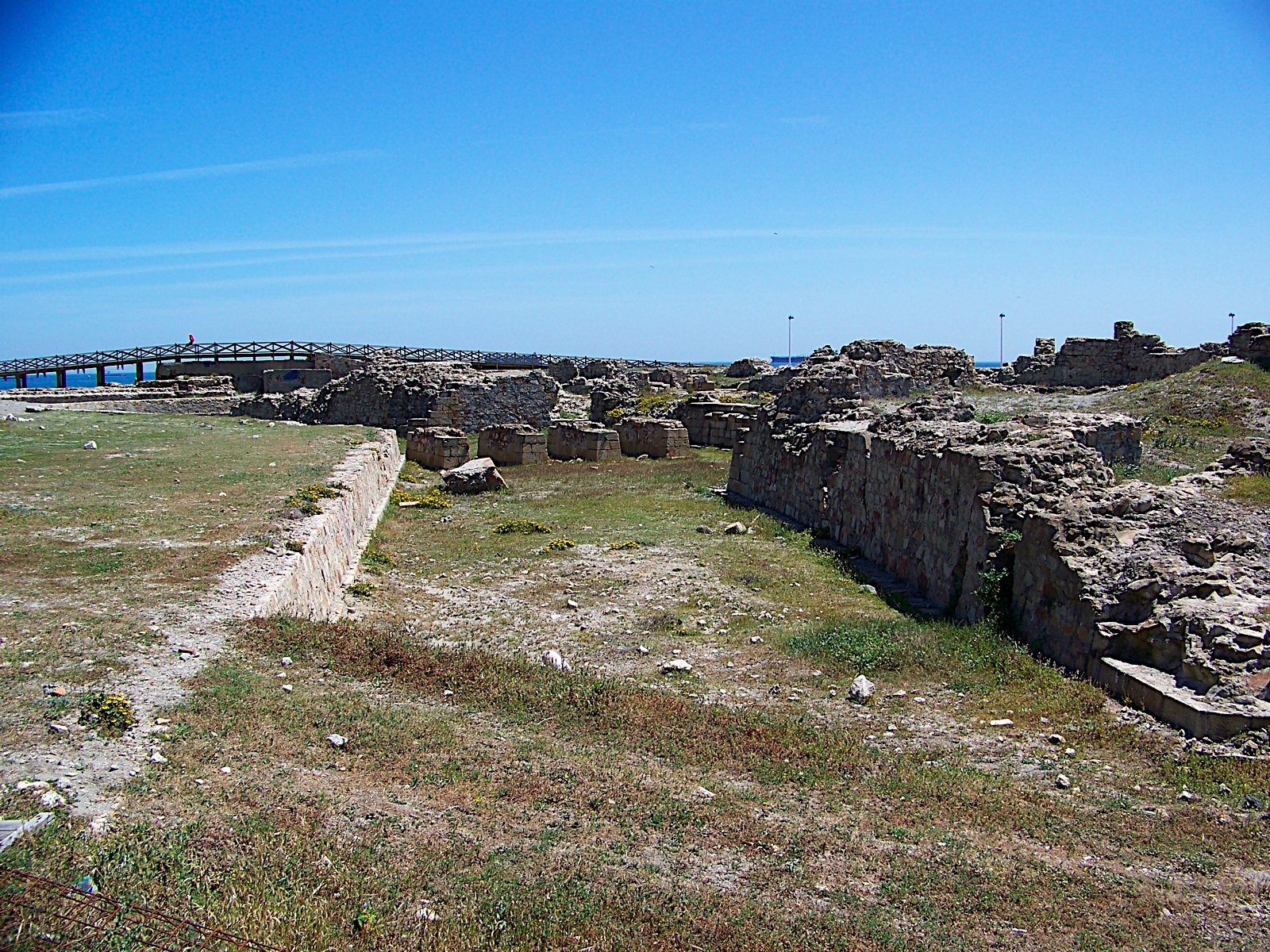
Restos del fuerte de Santa Bárbara en la actualidad.

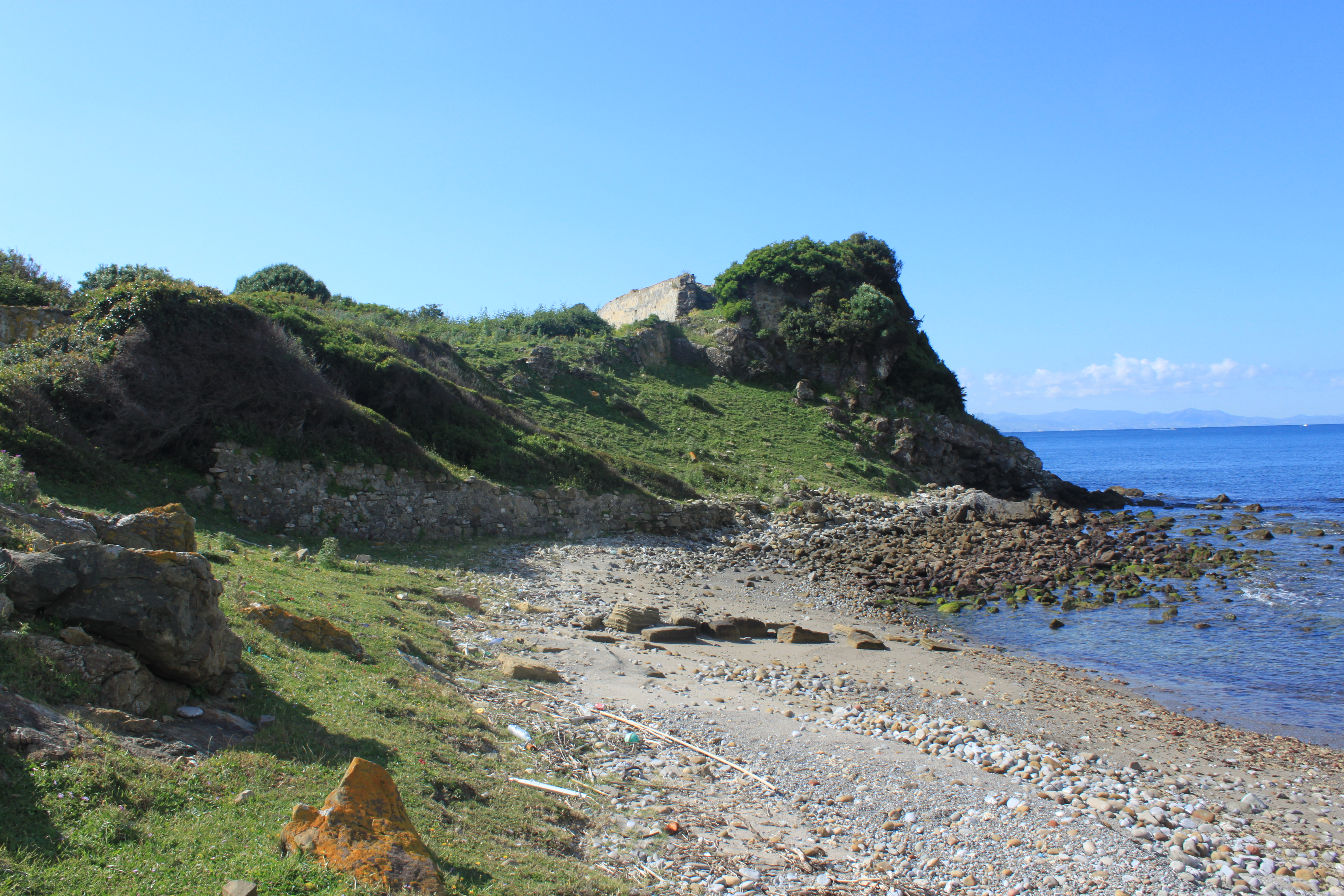
Estado actual del fuerte de El Tolmo.

El fuerte de El Tolmo tampoco era capaz de cruzar su fuego con ningún otro fuerte pero su función era claramente diferente a la del resto de las construcciones militares de la zona; el fuerte de El Tolmo sería el encargado de defender el paso de embarcaciones y hacer de puerto en la ruta Algeciras-Ceuta en el caso de que la primera se encontrara sitiada.
La efectividad del sistema creado fue puesto a prueba cuando en 1801 los fuertes de la ciudad de Algeciras tuvieron que defender un pequeño grupo de barcos franceses ante el ataque británico en la conocida como Batalla de Algeciras, en este caso tanto las baterías como las lanchas cañoneras españolas salidas desde la batería de Torrealmirante lograron rendir los barcos ingleses apoyando a la escuadra francesa. El fuego cruzado de los fuertes de Isla Verde con San García y con Santiago resultó tremendamente eficaz en la defensa de los barcos resguardados en el puerto.
En 1810 con motivo de las guerras con Francia zapadores del Reino Unido procedieron a destruir la gran mayoría de los fuertes de costa que jalonaban la costa de la bahía de Algeciras; el motivo era impedir que estas instalaciones pudieran caer en manos de las tropas napoleónicas que hicieran uso de ellas contra España y Gibraltar. La destrucción de estos fuertes, con la supuesta aquiescencia de la autoridad militar española del Campo de Gibraltar, dejaría debilitada la posición de fuerza mantenida por España frente al peñón durante todo el siglo XVIII. Con el tiempo, las pocas fortificaciones que quedaron en pie fueron quedando obsoletas por los avances en artillería hasta desaparecer todas ellas en el siglo XX, siendo sustituidas por los nuevos emplazamientos construidos a partir de la Guerra Civil.

## Fortificaciones
| - Fuerte de El Tolmo - Fuerte de San Diego - Fuerte de Punta Carnero - Fuerte de San García - Fuerte de El Rodeo | - Fuerte de Isla Verde - Batería de San Antonio - Fuerte de Santiago - Torre del Almirante | - Fuerte de El Mirador - Fuerte de Punta Mala - Línea de Contravalación de Gibraltar - Fuerte de Santa Bárbara - Batería de la Atunara |